# Championnat de Finlande de hockey sur glace 1940-1941
Saison précédente Saison suivante
La saison 1940-1941 est la douzième saison du championnat de Finlande de hockey sur glace ou SM-sarja.
Le KIF Helsinki remporte le 12e titre de champion de Finlande en terminant à la première place du classement.

## Déroulement

### Classement
| Clt   | Équipe            | PJ | V | D | N | BP | BC | Diff | Pts |
| ----- | ----------------- | -- | - | - | - | -- | -- | ---- | --- |
| +001, | KIF Helsinki      | 7  | 6 | 1 | 0 | 35 | 11 | +24  | 13  |
| +002, | HJK Helsinki      | 7  | 6 | 0 | 1 | 32 | 6  | +26  | 12  |
| +003, | Ilves Tampere     | 7  | 3 | 2 | 2 | 16 | 14 | +2   | 8   |
| +004, | Tarmo Hämeenlinna | 7  | 4 | 0 | 3 | 18 | 21 | -3   | 8   |
| +005, | HSK Helsinki      | 7  | 3 | 1 | 3 | 10 | 15 | -5   | 7   |
| +006, | Åbo IFK           | 7  | 1 | 2 | 4 | 14 | 21 | -7   | 4   |
| +007, | Riento Turku      | 7  | 2 | 0 | 5 | 8  | 27 | -19  | 4   |
| +008, | TPS Turku         | 7  | 2 | 0 | 5 | 5  | 23 | -18  | 2   |

- Champion de Finlande
- Barrage de promotion-relégation
- Relégué en I-divisionna

### Meilleurs pointeurs
Cette section présente les meilleurs pointeurs de la saison.
| Clt | Joueur           | Équipe            | PJ | B  | A | Pts | Pun |
| --- | ---------------- | ----------------- | -- | -- | - | --- | --- |
| 1   | Holger Granström | KIF Helsinki      | 7  | 13 | 0 | 13  | 0   |
| 2   | Keijo Kuusela    | Tarmo Hämeenlinna | 7  | 6  | 3 | 9   | 0   |
| 3   | Osmo Huhti       | Ilves Tampere     | 7  | 7  | 0 | 7   | 0   |
| 4   | Kalevi Ihalainen | HJK Helsinki      | 7  | 4  | 2 | 6   | 0   |
| 5   | Matti Wasama     | Ilves Tampere     | 7  | 2  | 4 | 6   | 0   |